# Suze (film)
Suze è un film del 2023 scritto e diretto da Dane Clark e Linsey Stewart. 

## Trama
Dopo la partenza della figlia Brooke per il college, Suze, affetta da sindrome del nido vuoto, comincia a sviluppare affettuosi istinti materni per Gage, l'ex della figlia che non aveva mai sopportato finché erano rimasti insieme.

## Produzione
Le riprese si sono svolte ad Hamilton nell'autunno 2022.

## Promozione
Il primo trailer del film è stato diffuso il 6 febbraio 2024.

## Distribuzione
Il film è stato presentato in anteprima mondiale il 16 settembre 2023 in occasione dell'Atlantic International Film Festival.